# مترو ونکوور
مترو ونکوور (به انگلیسی: Metro Vancouver) نام سیاسی و مشخص شده توسط قوانین استانی یکی ازناحیه‌های بریتیش کلمبیای کانادا است که قبلاً به عنوان منطقه ونکوور بزرگ (به انگلیسی: Greater Vancouver) شناخته می‌شد و هنوز این نام به خصوص به صورت مختصر GVRD در محاوره‌های رایج و رسمی باقی‌مانده و استفاده می‌شود.

لوگوی مترو ونکوور

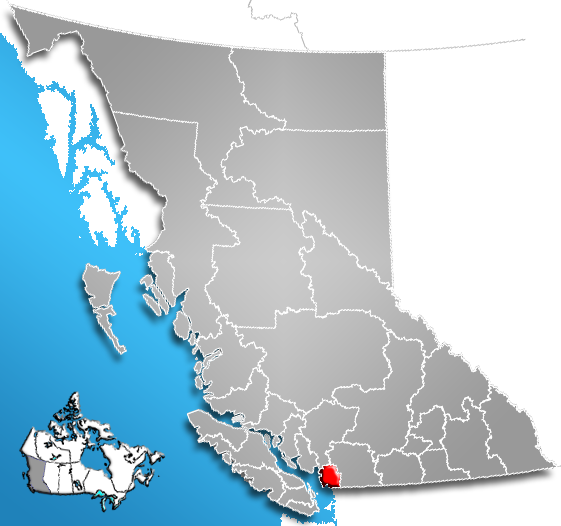
موقعیت ناحیه مترو ونکوور در ناحیه‌های بریتیش کلمبیای کانادا

اصطلاح «مترو ونکوور» می‌تواند برای اشاره به موقعیت جغرافیایی تقریباً معادل سرزمین‌های تحت اختیار سازمان مترو ونکوور نیز مورد استفاده قرار گیرد.

## جغرافیا
مترو ونکوور بخش عمده جنوب غربی ایالت بریتیش کلمبیا شامل تقریباً نیمه غربی خشکی سفلی یا لوئر مین‌لند و اراضی پایین‌تر از رود فریزر و هر دو سرچشمه شاخاب بوررارد را در بر می‌گیرد.
مترو ونکوور از طرف غرب در جوار اقیانوس آرام قرار گرفته و از جنوب به مرز ایالت واشنگتن آمریکا و از شمال و شرق به رشته کوه‌های راکی متصل است.

## اعضا، جمعیت و وسعت
مترو ونکوور شامل ۲۳ منطقه محلی است. پرجمعیت‌ترین شهر آن ونکوور است و دفتر اداری آن در شهر برنابی واقع شده.
این ناحیه شامل ۲۱ شهرِ دارای شهرداری، یک منطقه انتخاباتی و یک منطقه تحت معاهده با ساکنان نخستین محلی است. مترو ونکوور پرجمعیت‌ترین ناحیه در بریتیش کلمبیا است و ۱۳ شهر آن جزو ۳۰ شهر پرجمعیت بریتیش کلمبیا هستند.
مساحت رسمی ناحیه ۲٬۸۷۷٫۳۶ کیلومتر مربع (۱۱۱۱ مایل مربع) است که از لحاظ وسعت سومین منطقه بزرگ شهری در کانادا است.
| نام               | نام به انگلیسی          | نوع                 | جمعیت     | سال  |
| ----------------- | ----------------------- | ------------------- | --------- | ---- |
| انمور             | Anmore                  | روستا               | ۲٬۰۹۲     | ۲۰۱۱ |
| بلکارا            | Belcarra                | روستا               | ۶۴۴       | ۲۰۱۱ |
| جزیره بوین        | Bowen Island            | جزیره               | ۳٬۴۰۲     | ۲۰۱۱ |
| برنابی            | Burnaby                 | شهر                 | ۲۲۳٬۲۱۸   | ۲۰۱۲ |
| کوکیتلام          | Coquitlam               | شهر                 | ۱۲۶٬۴۵۶   | ۲۰۱۱ |
| دلتا              | Delta                   | ناحیه شهری          | ۹۹٬۸۶۳    | ۲۰۱۱ |
| لنگلی             | Langley                 | شهر                 | ۲۵٬۰۸۱    | ۲۰۱۱ |
| لنگلی (منطقه)     | Langley                 | ناحیه شهری          | ۱۰۴٬۱۷۷   | ۲۰۱۱ |
| خلیج لاینز        | Lions Bay               | روستا               | ۱٬۳۱۸     | ۲۰۱۱ |
| میپل ریج          | Maple Ridge             | شهر                 | ۷۶٬۰۵۲    | ۲۰۱۱ |
| نیو وست مینیستر   | New Westminster         | شهر                 | ۶۵٬۹۷۶    | ۲۰۱۱ |
| نورث ونکوور (شهر) | North Vancouver         | شهر                 | ۴۸٬۱۹۶    | ۲۰۱۱ |
| نورث ونکوور       | North Vancouver         | ناحیه شهری          | ۸۴٬۴۱۲    | ۲۰۱۱ |
| پیت مدوز          | Pitt Meadows            | شهر                 | ۱۷٬۷۳۶    | ۲۰۱۱ |
| پورت کوکیتلام     | Port Coquitlam          | شهر                 | ۵۶٬۳۴۲    | ۲۰۱۱ |
| پورت مودی         | Port Moody              | شهر                 | ۳۲٬۹۷۵    | ۲۰۱۱ |
| ریچموند           | Richmond                | شهر                 | ۱۹۰٬۴۷۳   | ۲۰۱۲ |
| سوری              | Surrey                  | شهر                 | ۴۶۸٬۲۵۱   | ۲۰۱۲ |
| تساوواسن          | Tsawwassen First Nation | Treaty First Nation | ۷۲۰       | ۲۰۱۱ |
| ونکوور            | Vancouver               | شهر                 | ۶۰۳٬۵۰۲   | ۲۰۱۱ |
| جزیره برانستون    | Barnston Island         | جزیره               | ۴٬۹۳۲     | ۲۰۱۱ |
| وست ونکوور        | West Vancouver          | ناحیه شهری          | ۴۲٬۶۹۴    | ۲۰۱۱ |
| وایت راک          | White Rock              | شهر                 | ۱۹٬۳۳۹    | ۲۰۱۱ |
| منطقه انتخاباتی A | Electoral Area A        | Unincorporated Area | ۱۳٬۰۳۵    | ۲۰۱۱ |
| مترو ونکوور       | Metro Vancouver         | منطقه‌ای ناحیه       | ۲٬۴۷۶٬۱۴۵ | ۲۰۱۱ |

توجه: شهر ابوتسفورد فقط به لحاظ پارکها عضو مترو ونکوور است.